# Damià Alou Ramis
Damià Alou Ramis   (Palma, 7 d'octubre de 1959) és un filòleg, escriptor i traductor mallorquí.
Nascut a Palma el 1959, va créixer en el context de la postguerra espanyola a les Illes Balears. El 1977, a 18 anys, es va traslladar de Mallorca a Barcelona, tot i que solia tornar-hi unes tres vegades l'any per a visitar la família. Es va llicenciar en Filologia Anglesa per la Universitat de Barcelona i es va doctorar en Traducció i Interpretació per la Universitat Pompeu Fabra, on posteriorment passaria a fer classes en qualitat de professor associat, en el Departament de Traducció i Ciències del Llenguatge. A part, ha donat conferències, ha participat en congressos de traducció i ha treballat com a crític literari per al Diari de Barcelona (1987), La Vanguardia (1987-1988) i l'Ara, en ordre cronològic.
Ha traduït més de setanta llibres de l'anglès al castellà, d’autors com ara Truman Capote, Charles Dickens, Thomas Hardy, Elizabeth Gaskell, Philip Larkin, Ernest Hemingway, Vikram Seth, Oliver Sacks, Harold Bloom, Colum McCann, Janet Flanner, Wilkie Collins, John Banville, Richard Ford, Richard Brautigan, James Joyce, F. Scott Fitzgerald i Vikas Swarup. També tradueix del català al castellà. Per exemple, va col·laborar en l'autotraducció al castellà d'«El cor del senglar» de l'escriptor mallorquí Baltasar Porcel.
Per altra banda, en la faceta d'escriptor, ha publicat assaig, novel·la i poesia, entre d'altres. De fet, abans de fer-se traductor ja practicava l'escriptura. El 2023, va publicar l'obra Cròniques de Palma, un recull de quatre relats ambientats a Ciutat entre el 1936 i el 2036. Sobre el contingut del llibre, va declarar: «La Palma que vaig conèixer i vaig viure de jove ja no tornarà, així que l'única manera que tenim de fer-la present és recuperar-la a través dels records i, ara, en el meu cas, dels escrits». Va afirmar-ho en referència a la situació de Palma pel turisme, a parer seu comparable a la de Barcelona, en què «està tot en mans del capitalisme salvatge». A Cròniques de Palma va incloure referències a personalitats mallorquines com Llorenç Villalonga, Lluís Petrus i Eusebi Riera, i mencions a llocs emblemàtics de la ciutat com l'Institut Ramon Llull, el passeig del Born, la Pensió Menorquina, el barri del Terreno i el carrer dels Oms.

## Obra

### Obres pròpies
- in extremis (10.000 Humans Edicions, 1989, amb il·lustracions de Lluís Juncosa)
- Una modesta aportación a la historia del crimen (Anagrama, 1991)
- De l’aiguamoll (Emboscall, 2004)
- Àliens (Fanbooks, 2014)
- El reverso de la cultura (Cátedra, 2017)
- fantasmes (LaBreu Edicions, 2018)
- Cròniques de Palma (Edicions de 1984, 2023)